# Man With No Name
Man With No Name o M.W.N.N., pseudonimo di Martin Freeland (...) è un musicista, disc-jockey e produttore discografico britannico.
È uno dei maggiori artisti del genere goa trance psy-trance. Originariamente un produttore di musica  techno, Freeland cambiò stile agli inizi degli anni novanta e divenne popolare per la produzione di pezzi che furono più melodici e più caratterizzanti del suono che gli allora popolari pezzi del genere specifico. Tra le sue tracce più importanti spiccano Teleport, Sly-ed, Evolution e Lunar Cycle che sono i primi esempi del suo stile inconfondibile.

## Discografia
- Moment of Truth (1996)
- Earth Moving the Sun (1998)
- Teleportation (2000)
- Interstate Highway (2003)